# 西野善雄
西野 善雄（にしの よしお、1933年（昭和8年）2月1日 - ）は、日本の元政治家。大田区長等を歴任。

## 来歴・人物
東京都大田区生まれ。1951年12月、大田区役所に臨時吏員として雇用される。その後働きながら日本大学法学部の夜間部に通い、東京都の幹部試験を受験。都職員となり大田区役所に正式配属された。
大田区役所内の要職(大田区議会事務局長、企画調整課長、企画部長、1980年助役)を歴任して、1987年から2007年までの5期20年、大田区長を務めた。1999年と2006年の2回にわたって特別区長会会長。
区長辞任後、特別区人事委員会委員長及び大田区体育協会会長を務めていた。趣味は読書・囲碁。